# Alphonse James de Rothschild

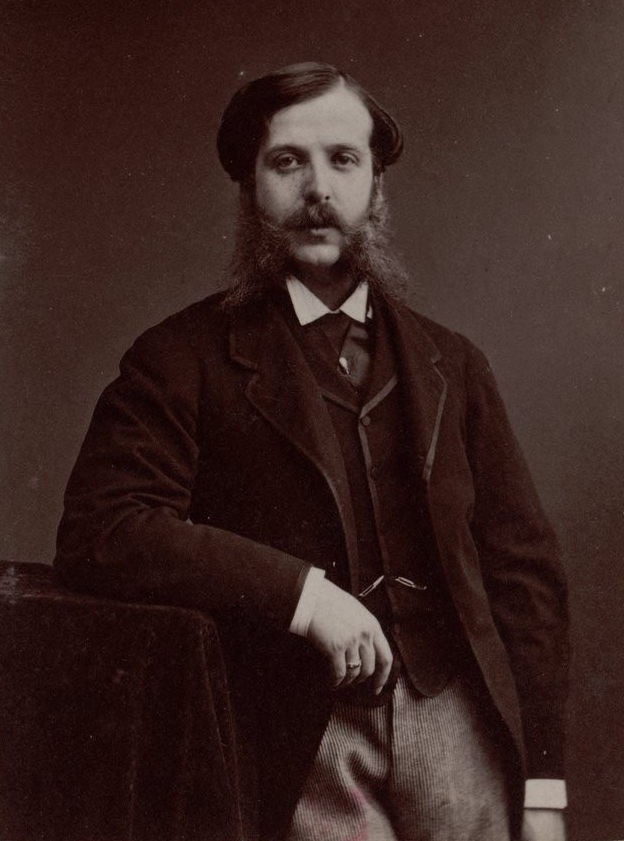
Alphonse de Rothschild
(19e eeuw), Nadar, BnF

Mayer Alphonse James de Rothschild (Parijs, 1 februari 1827 -  Parijs, 26 mei 1905) was een Frans financier, wijnbouwer, eigenaar van renpaarden, kunstverzamelaar en filantroop.
Hij was een kleinzoon van Mayer Amschel Rothschild, de stichter van de dynastie en oudste zoon van James Mayer de Rothschild (1792–1868), de stichter van de Franse tak van het bankiershuis Rothschild. Hij kocht het fameuze wijngoed Château Lafite.
Hij was Grootkruis in het Legioen van Eer (1896) en Officier in de Orde van de Eikenkroon (1861).